# Bratrstvo vlků – Hon na bestii
Bratrstvo vlků – Hon na bestii (v originále Le Pacte des loups) je francouzský hraný film z roku 2001, který režíroval Christophe Gans podle vlastního scénáře. Jde o adaptaci příběhu o Bestii z Gévaudanu, která si v letech 1764–1767 vyžádala mnoho obětí, ve filmu prezentovaný jako výsledek spiknutí zosnovaného nepřáteli osvícenství.

## Děj
V roce 1765 je Grégoire de Fronsac, přírodovědec v Královské zahradě, vyslán do provincie Gévaudan, aby namaloval portrét Bestie z Gévaudanu. Doprovází ho Mani, Irokéz přivezený z Nové Francie, který je jeho přítelem a pokrevním bratrem. Během svého pátrání naráží de Fronsac na konformismus místní šlechty, která, jak se zdá, udržuje znepokojivou spřízněnost s monstrem, které masakruje rolníky.

## Obsazení
| Samuel Le Bihan        | rytíř Grégoire de Fronsac                  |
| Vincent Cassel         | Jean-François de Morangias                 |
| Émilie Dequenneová     | Marianne de Morangias                      |
| Monica Bellucciová     | Sylvia                                     |
| Jérémie Renier         | markýz Thomas d'Apcher                     |
| Mark Dacascos          | Mani                                       |
| Jean Yanne             | hrabě de Morangias                         |
| Jean-François Stévenin | otec Henri Sardis                          |
| Jacques Perrin         | markýz Thomas d'Apcher ve stáří (vypravěč) |
| Édith Scob             | hraběnka Geneviève de Morangias            |
| Johan Leysen           | Antoine de Beauterne                       |
| Bernard Farcy          | správce Pierre-Jean Laffont                |
| Hans Meyer             | markýz d'Apcher                            |
| Philippe Nahon         | Jean Chastel                               |
| Éric Prat              | kapitán Duhamel                            |
| Jean-Loup Wolff        | vévoda Gontran de Moncan                   |
| Bernard Fresson        | Mercier                                    |
| Christian Marc         | markýzův sluha                             |
| Karin Kriström         | pasačka                                    |
| Vincent Cespedes       | voják                                      |
| Jean-Paul Farré        | otec Georges                               |
| Pierre Lavit           | Jacques                                    |
| Michel Puterflam       | biskup z Mende                             |
| Nicolas Vaude          | Maxime des Forêts                          |
| Max Delor              | starý šlechtic                             |
| Christian Adam         | starý šlechtic                             |
| Jean-Pierre Jackson    | šlechtic                                   |
| Nicky Naudé            | Fêlure                                     |
| Daniel Herroin         | Blondin                                    |
| Gaëlle Cohen           | Loutre                                     |
| Virginie Arnaud        | Pintade                                    |
| Charles Maquignon      | sluha                                      |
| Franckie Pain          | Tessier                                    |
| Isabelle Le Nouvel     | prostitutka                                |
| Albane Fioretti        | prostitutka                                |
| Clarice Plasteig       | prostitutka                                |
| Delphine Hivernet      | Valentine                                  |
| Juliette Lamboley      | Cécile                                     |
| Gaspard Ulliel         | Louis                                      |
| Pierre Castagne        | otec Cécile                                |
| Stéphane Pioffet       | venkovan                                   |
| Éric Laffitte          | vesničan                                   |
| Eric Delcourt          | pomocník v táboře                          |
| André Penvern          | Georges Louis Leclerc de Buffon            |
| Christelle Droy        | pasačka                                    |
| Andres Fuentes         | venkovan                                   |
| Nadine Marcovici       | Jeanne Roulier                             |
| Jean-Claude Braquet    | Pierre Roulier                             |
| David Bogino           | vrhač nožů                                 |
| Emmanuel Booz          | úředník Boucher                            |
| François Hadji-Lazaro  | Machemort                                  |
| Pascal Laugier         | Machemortův sluha                          |

## Ocenění
- Filmový festival v Cabourgu: Cygne d'Or pro nejslibnější herečku (Émilie Dequenne)
- Sitges Festival Internacional de Cinema Fantàstic de Catalunya: stříbrná cena (Christophe Gans), nominace na nejlepší film (Christophe Gans)
- Cena Saturn: nominace v kategoriích nejlepší film, nejlepší herec ve vedlejší roli (Mark Dacascos), nejlepší herečka ve vedlejší roli (Monica Bellucci), nejlepší režie (Christophe Gans), nejlepší scénář (Stéphane Cabel a Christophe Gans), nejlepší hudba (Joseph LoDuca), nejlepší kostýmy (Dominique Borg), nejlepší speciální efekty (Arthur Windus, Val Wardlaw, Hal Bertram, Nick Drew a Seb Caudron)
- César: vítěz v kategorii nejlepší kostýmy (Dominique Borg), nominace v kategoriích nejlepší filmová hudba (Joseph LoDuca), nejlepší výprava (Guy-Claude François) a nejlepší zvuk (Cyril Holtz a Jean-Paul Mugel)
- Mezinárodní festival fantastických filmů v Bruselu: nominace na hlavní cenu (Christophe Gans)
- International Horror Guild Awards: nominace na nejlepší film
- Golden Trailer Awards: nominace v kategoriích nejlepší zahraniční trailer a nejlepší trailer k hororu nebo thrilleru
- Phoenix Film Critics Society: nominace na nejlepší zahraniční film
- Motion Picture Sound Editors: nominace na nejlepší zahraniční film a nejlepší střih zvuku zahraničního filmu (François Fayard a Vincent Guillon)
- Fangoria Chainsaw Awards: nejlepší herečka ve vedlejší roli (Monica Bellucci), nominace v kategoriích nejlepší celovečerní film, nejlepší hudba a nejlepší masky/speciální efekty